# Index Fungorum
Der Index Fungorum ist eine der drei offiziell vom Nomenklatur-Komitee für Pilze anerkannten Datenbanken für wissenschaftliche Namen im World Wide Web.
Hinter der Datenbank steht ein internationales Projekt, das es sich zur Aufgabe gemacht hat alle wissenschaftlich beschriebenen Pilznamen online verfügbar zu machen. Dabei arbeiten mehrere wissenschaftliche Einrichtungen zusammen. Seit 2015 ist Royal Botanic Gardens (Kew) federführend für das Projekt. Weitere Partner sind Landcare Research und das Institute of Microbiology, Chinese Academy of Sciences. Die Daten werden mit anderen Taxonomie-Datenbanken, wie zum Beispiel der Mycobank, abgeglichen. Die Datenbank ist vergleichbar mit dem International Plant Names Index (IPNI), an der die Royal Botanic Gardens auch beteiligt ist. Im Unterschied gibt der Index Fungorum auch den Status eines Namens an. In den Einträgen auf der Suchseite wird ein aktuell korrekter Name grün angezeigt, während andere blau dargestellt werden. Sofern Namen von verschiedenen Autoren unterschiedlich verwendet werden, wird die abweichende Verwendung rot gekennzeichnet. Bei allen Namen wird auf eine Seite mit ihrem aktuell richtigen Namen und einer Liste von Synonymen verlinkt. Viele Pilznamen sind auch direkt mit ihrer Originaldiagnose verlinkt.